# Miruna Vlada
Miruna Vlada (n. 17 august 1986, București) este o scriitoare română și cercetătoare în studii europene și balcanice. Miruna Vlada este pseudonimul literar al Mirunei Butnaru-Troncotă. Este una dintre scriitoarele care au debutat după anul 2000, făcând parte din Generația douămiistă.

## Educație
A urmat Facultatea de Științe Politice în București.
În 2013 a obținut titlul de doctor în relații internaționale la SNSPA, cu o cercetare despre europenizarea Bosniei-Herțegovina.

## Activitate
Este lector universitar la Școala Națională de Studii Politice și Administrative (SNSPA) din București.
A început activitatea literară la Cenaclul Euridice, coordonat de Marin Mincu. A debutat în 2004 cu volumul Poeme extrauterine, cu o prezentare de Angela Marinescu și prefață de Octavian Soviany. Acest volum de debut a fost nominalizat la câteva premii de literatură din țară si a ridicat numeroase controverse printre criticii literari privind poezia „feminină” și limbajul frust, ce descrie o paletă largă de experiențe intime și traumatizante.
În 2007 a publicat la Editura Cartea Românească volumul de versuri Pauza dintre vene, însoțit de un CD în lectura autoarei.
În 2014 a publicat Bosnia. Partaj, cu referințe semnate de Luminița Corneanu și Radu Vancu. Traduceri din acest volum au fost prezentate la Târgul de Carte de la Leipzig și la atelierul de traduceri organizat de ICR Stockholm. Bosnia. Partaj  a fost reeditat în anul 2022, de Casa de Pariuri Literare.
ICR a susținut participarea ei la „Târgul Internațional de Carte și Literatură” de la Lviv, Ucraina, în perioada 19-23 septembrie 2018. Organizatorii „Târgului Internațional de Carte și Literatură” au invitat-o pe poeta Miruna Vlada să participe cu o lectură de poezie în calitate de autor al volumului Pauza dintre vene (2017) în cadrul ediției al cărei subiect central a fost teritoriul libertății.
În 2021 a publicat Prematur, la Editura Cartier din Chișinău. În acest volum, autoarea abordează tema maternității și a raportării la maternitate, cu diversele ei ramificații, în istoria mare dar și în istoriile de familie, precum și o serie de teme adiacente, cum ar fi viziunea patriarhală asupra corpului feminin, trecutul totalitar, influența bisericii asupra discursului public, situația mamelor minore și a întreruperilor de sarcină.
A organizat evenimente culturale, a moderat lecturi de poezie, lansări de carte în spații neconvenționale, dezbateri despre poezie, experimente inter-art. Selecții din poemele ei au fost incluse în mai multe antologii și traduse în engleză, franceză, germană, italiană, poloneză, sârbă, spaniolă.
A fost implicată în organizarea primelor două ediții ale „Târgului Național al Cărții de Poezie” (TNCP) la Muzeul Național al Literaturii din România. Între 2012 si 2014 a moderat emisiunea culturală „Romanian letters” pe radio ActiveFM. Este membră în Asociația Identitate Culturală Contemporană (AICC), iar din 2015 moderează și organizează evenimente culturale în Conceptual Lab.
Este membră în comitetul director al organizației PEN Club România.
A fost invitată la lecturi publice internaționale în Austria, Marea Britanie, Belgia, Polonia și Germania. A participat la festivaluri internaționale de poezie (Graz, Bruxelles, Berlin, Sarajevo, Prishtina). În 2011, a susținut o lectură publică la Institutul Cultural Român din Londra, alături de poeta britanică Jo Shapcott.

## Opera literară
- Poeme extrauterine (Editura Paralela 45, 2004)
- Pauza dintre vene (Editura Cartea Românească, 2007)
- Bosnia. Partaj (Editura Cartea Românească, 2014)
- Prematur (Editura Cartier, 2021)

## Premii
A primit premiul pentru debut al Asociației Scriitorilor din București, pentru volumul Poeme extrauterine (2014).
Volumul Bosnia. Partaj a fost considerat de criticii literari drept o renaștere a „poeziei politice românești”, fiind distins cu Premiul pentru cel mai bun volum de poezie al anului 2014, la Gala Națională Radio România Cultural. A fost nominalizată pentru același volum la Premiile de Poezie ale revistei Observator Cultural și la Gala Tânărului Scriitor al Anului.
În 2016 a primit bursa Traduki la Sarajevo pentru traducători și scriitori din Sud Estul Europei, care a însemnat traducerea volumului Bosnia.Partaj în limba bosniacă.
În 2022 a fost nominalizată la Gala Premiilor Radio România Cultural ediția XXI, la categoria Poezie, pentru cartea Prematur (2021).